# Wuhan Airlines
Wuhan Airlines (武汉航空) is een Chinese luchtvaartmaatschappij met zijn hoofdkantoor in Wuhan. De luchtvaartmaatschappij werd opgericht in 1986 en overgenomen door China Eastern Airlines in 2003.

## Incidenten en ongevallen
- Op 22 juni 2000 stortte Wuhan Airlines-vlucht 343 neer op een oever van de Han in het Chinese district Hanyang. De vlucht vloog al 30 minuten in een wachtpatroon alvorens neer te storten. Alle passagiers en bemanningsleden kwamen om samen met 7 mensen op de grond.

## Vloot
De vloot van Wuhan Airlines bestond voor de overname uit volgende toestellen:
- 6 Boeing 737-300
- 2 Boeing 737-800
- 5 Antonov An-24
- 3 Xian MA60